# Joachim Olsen
Joachim Brøchner Olsen (* 31. Mai 1977 in Aalborg) ist ein ehemaliger dänischer Kugelstoßer und dreifacher Olympionike (2000, 2004, 2008).

## Werdegang
Zu Beginn seiner Laufbahn war er auch als Diskuswerfer aktiv. Als Olsen Geschichte an der University of Idaho studierte, stellte er seinen Kugelstoßstil von der Angleittechnik auf die Drehstoßtechnik um, verbessert sich dramatisch und konzentrierte sich endgültig auf diese Disziplin.
1999 wurde Olsen U23-Vizeeuropameister, und bei den Leichtathletik-Weltmeisterschaften 2001 in Edmonton wurde Zehnter. 2002 gewann er Silber bei den Halleneuropameisterschaften und bei den Europameisterschaften in München, wo er nur von Jurij Bilonoh geschlagen wurde. Bei den Weltmeisterschaften 2003 in Paris/Saint-Denis scheiterte er in der Qualifikation. Seit Oktober 2003 wurde er von Vésteinn Hafsteinsson trainiert.
2004 gewann Olsen Bronze bei den Hallenweltmeisterschaften in Budapest und ursprünglich bei den Olympischen Spielen in Athen, wo er mit 21,07 m hinter Jurij Bilonoh und Adam Nelson lag. 2012 bekam er nachträglich die Silbermedaille überreicht, da Bilonoh gedopt war.
2005 wurde er Halleneuropameister und Siebter bei den Weltmeisterschaften in Helsinki.
2006 lag Olsen bei den Hallenweltmeisterschaften in Moskau zunächst erneut auf dem Bronzerang und erhielt 2018 wegen der Doping-Disqualifikation von Andrej Michnewitsch nachträglich die Silbermedaille. Eine weitere Bronzemedaille gab es für ihn bei den Europameisterschaften in Göteborg, wo er sich mit 21,09 m wiederum zunächst hinter Ralf Bartels und Andrej Michnewitsch platzierte, aber wegen der Doping-Disqualifikation von Michnewitsch nachträglich Silber erhielt.
2007 holte Olsen bei den Halleneuropameisterschaften Bronze, schied allerdings bei den Weltmeisterschaften in Osaka in der Qualifikation aus. Olsen ist 1,84 m groß und wog im Wettkampf rund 130 kg.
Im Juli 2009 erklärte er seine aktive Zeit für beendet.

## Persönliche Bestleistungen
- Kugelstoßen: 21,61 Meter (2007)
- Kugelstoßen (Halle): 21,63 Meter (2004)
- Diskuswurf: 60,67 Meter (2002)